# Joseph Van Mol
Joseph Van Mol, né le 19 mai 1937 à Ixelles (Belgique), est un footballeur belge. Il évoluait au poste de défenseur.

## Carrière
Révélé au Daring Club de Bruxelles où il joue de 1956 à 1961, Van Mol commence sa carrière professionnelle à l'OGC Nice en 1961. En sept saisons, il y dispute 40 matchs en première division du championnat de France. Il rejoint ensuite l'AS Cannes, en deuxième division, où en trois saisons il participe à 48 matchs et inscrit deux buts.